# Armoiries des îles Caïmans
Les armoiries des Îles Caïmans furent proposée par son Assemblée Législative en 1957 et approuvé par mandat de la reine Élisabeth II le 14 mai 1958.
Il est composé de six vagues, trois d'azur et trois d'argent, elle-même chargées de trois étoiles de sinople à la bordure d'or. Les vagues sont surmontées d'une bande de gueules dans lequel figure le léopard de la Normandie afin de souligner les liens avec le Royaume-Uni. Le blason est surmonté d'une chimère en forme de tortue de couleur sinople accompagnée d'un ananas d'or.
Les étoiles représentent les trois principales îles de l'archipel et les vagues, la mer. La tortue fait allusion à l'activité marine développée dans les îles depuis longtemps. La corde bleue et blanche représente l'industrie de la corde qui fait la renommée des îles et l'ananas représente les liens qui maintiennent les îles avec la Jamaïque.
Dans la partie inférieure, sur une banderole d'or, on peut lire la devise officielle des îles Caïmans: “He hath founded it upon the seas” («Il l'a fondé sur les mers»). Cette devise figure dans le Livre des Psaumes (24:2) et reconnaît le patrimoine chrétien des îles Caïmans,.